# Malčice
Malčice est un village de Slovaquie situé dans la région de Košice.

## Histoire
Première mention écrite du village en 1274.

## Démographie

### Évolution de la population
| Année:               | 1994. | 2004.   | 2014.    | 2024.   |
| -------------------- | ----- | ------- | -------- | ------- |
| Nombre de personnes: | 1235  | 1336    | 1501     | 1485    |
| Différence:          |       | +8,17 % | +12,35 % | -1,06 % |

| Année:               | 2023. | 2024.   |
| -------------------- | ----- | ------- |
| Nombre de personnes: | 1464  | 1485    |
| Différence:          |       | +1,43 % |

## Politique
| Nom           | Parti politique | Date de l'élection | Fin du mandat |
| ------------- | --------------- | ------------------ | ------------- |
| Marta Tomková | ĽS-HZDS         | 02.12.2006         | Déc. 2010     |